# Ole Morten Vågan

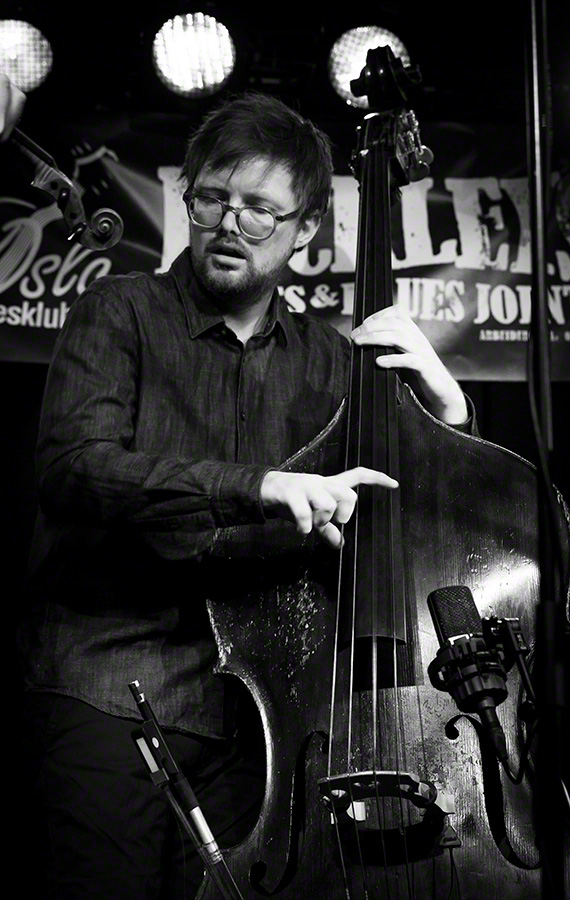
Ole Morten Vågan, 2016

Ole Morten Vågan (* 8. Mai 1979 in Brønnøysund) ist ein norwegischer Jazzmusiker (Kontrabass) und Arrangeur, ausgebildet in der Jazzlinja (Universität Trondheim), 2000. Vågan gilt als eines der größten Talente Norwegens am Kontrabass.

## Leben und Wirken
Als Jazzmusiker debütierte Vågan gegen Ende der 1990er Jahre in der Nord-Norsk Ungdomstorband und hatte ein eigenes Ole Morten Vågan Projekt, mit dem er 1999 für das Nordnorsk Jazzforum tourte. Es wurde als Radiokonzert für den NRK P2 Jazzklubben anlässlich der Nordland Musikkfestwoche aufgezeichnet.
2000 gründete Vågan die Band Motif, die er die folgenden Jahre leitete, und wurde im gleichen Jahr mit dem NOPA Komponistenpreis ausgezeichnet. 2001 auf dem Jazzfestival in Kopenhagen erhielt er eine Auszeichnung als Young Nordic Jazzcomet. In dieser Zeit ist er auf mehreren CDs mit Tore Johansen zu hören. Ab 2008 gehörte er dem Maria Kannegaard Trio an, mit dem mehrere CDs entstanden. Er arbeitete außerdem mit Roger Kellaway, Frode Nymo, Atle Nymo, Jonas Kullhammar, Knut Riisnæs, Jon Larsen, Vigleik Storaas, Håvard Wiik, sowie als fester Bassist in Bugge Wesseltofts «New Conceptions of Jazz». Auch trat er mit Ivo Papasov, John Scofield und Joshua Redman auf. Seit 2017 ist er künstlerischer Leiter des Trondheim Jazz Orchestra.
Vågan erhielt auf dem Kongsberg Jazzfestival 2009 den DnB-NOR-Preis.

## Diskographische Hinweise
- Trondheim Jazz Orchestra & Ole Morten Vågan: Happy Endlings (2019)
- Gard Nilssen’s Supersonic Orchestra: If You Listen Carefully the Music Is Yours (Odin, 2020)
- Trondheim Jazz Orchestra & Ole Morten Vågan: Plastic Wave (2021)
- Trondheim Jazz Orchestra & Espen Berg: Maetrix (2024)